# 图庞
图帕是巴西圣保罗州的一个市镇。总面积629.108平方公里，总人口62256人，人口密度99人/平方公里。